# Bitka kod Granika
Bitka kod Granika (svibanj 334. pr. Kr.) bila je prva od tri glavne bitke Aleksandra Makedonskog u njegovom pohodu protiv Perzijskog Carstva. Bitka se odigrala u sjeverozapadnoj Maloj Aziji pokraj Troje, na rijeci Granik (današnja Biga Çayı u Turskoj). U okršaju na prijelazu rijeke Granik Aleksandar je pobijedio vojsku perzijskih satrapa čime je put prema istoku bio otvoren.

## Pozadina
Nakon što je ubijen Aleksandrov otac Filip II., Aleksandar pokušava učvrstiti svoju vladarsku poziciju tako da nastavlja očev plan pa 334. pr. Kr. vodi vojsku u Malu Aziju. Prešao je Dardanele od Sesta do Abidosa, te je nastavio cestom do glavnog grada satrapije Frigije. Istovremeno, nekoliko satrapa iz Male Azije (Frigija, Jonija, Karija i Lidija) okupili su svoje snage te ponudili neprijatelju bitku kod rijeke Granik. Memnon je predlagao strategiju „spaljene zemlje“ i povlačenje pred Aleksandrom, no vodeći satrapi odbili su takav plan.

## Perzijska vojska
Arijan, Diodor i Plutarh u svojim djelima spominju ovu bitku, no Arijan je opisuje najdetaljnije. Perzijanci su postavili svoju konjicu ispred pješaštva na istočnoj obali rijeke. O ovom potezu povjesničari imaju različita mišljenja; neki ga smatraju taktičkom pogreškom, dok drugi smatraju kako je potez bio pokušaj da se iskoristi njihova izvrsna konjica. Primjerice, sir William Tarn pretpostavlja kako su perzijski satrapi pokušali ubiti makedonskog vođu Aleksandra i time okončati bitku u samom početku. Prema svim modernim istraživanjima, perzijska satrapska vojska bila je brojčano inferiornija Makedoncima.

## Bitka
Prema Aleksandrovom biografu Arijanu, makedonska vojska suočila se s perzijskim trupama tri dana nakon puta iz Abidosa. Parmenion, drugi čovjek po makedonskoj zapovijednoj liniji, predložio je uzvodni prelazak rijeke iduće zore, no Aleksandar se odlučio za trenutni napad što je iznenadilo Perzijance. Makedonski bojni poredak uključivao je falangu po sredini i konjicu na bokovima, dok se sam Aleksandar zajedno s elitnom konjicom nalazio na desnom boku. Perzijanci su očekivali glavni napad baš s Aleksandrove pozicije desnog boka, pa su premjestili dio trupa iz sredine na tu stranu. 
Bitka je započela s napadom makedonske konjice i pješaštva s lijevog boka kojim je zapovijedao Parmenion, no Perzijanci su ojačali tu stranu pa je njihov napad odbačen. Istovremeno, Aleksandar i njegova elitna konjica izveli su proboj u sredinu perzijskih redova. Perzijanci su se suprotstavili konjicom koju su predvodili njihovi plemići, no u izravnom okršaju mnogi su poginuli. Uslijedio je perzijski napad strijelama kojeg je predvodio satrap Spitridat i u kojem je Aleksandar gotovo poginuo. Ipak, prilikom pripreme zadnjeg streljačkog udara jedan od Aleksandrovih generala uspio je spriječiti napad te je u njemu ubijen i sam Spitridat, dok se Aleksandar brzo oporavio. Makedonska konjica tada je krenula na lijevu stranu gdje se nalazila većina perzijske konjice, dok se makedonska falanga probila kroz središte perzijskih redova. Nakon ovog poteza perzijska konjica na oba boka se povukla, kao i ostaci njihovog pješaštva.
Makedonci su nakon bitke imali oko 400 poginulih, dok je na perzijskoj strani poginulo 1.000 konjanika i 3.000 pješaka. Grčki plaćenici koji su se borili na perzijskoj strani bili su napušteni nakon povlačenja konjice, pa su se neuspješno pokušali predati Aleksandar Makedonski|Aleksandru koji ih je većinom pogubio, dok je 2.000 pretvorio u robove. Povjesničar Arijan tvrdi kako su ti Grci navodno ubijeni zbog straha od kuge.

## Revizionistički pogled
Povjesničar Peter Green u njegovoj knjizi „Aleksandar Makedonski“ (Alexander of Macedon) iz 1974. opisao je različitu verziju bitke. On tvrdi kako je obalu Granika čuvalo pješaštvo a ne konjica, te kako su prilikom prvog napada makedonske snage doživjele velike gubitke te su bile prisiljene na povlačenje. Aleksandar je pritom prihvatio Parmenionov savjet pa je prilikom noći prešao rijeku i napao idućeg dana. Perzijska vojska je hitro pokušala spriječiti makedonski prelazak preko rijeke, gdje je konjica pristigla prije sporijeg pješaštva, nakon čega se bitka uglavnom nastavila prema onom što je opisano u antičkim izvorima. Green objašnjava svoju verziju time što je Aleksandar zbog političkih razloga i očuvanja autoriteta prikrivao početni neuspjeh kod Granika. Također, navodi kako su njegovi propagandisti kasnije skrivali taj poraz, no priznaje kako se radi samo o teoriji.

## Posljedice
Bitka kod Granika značajna je po tome što je Aleksandar Makedonski umalo poginuo u srazu s perzijskom konjicom, odnosno po tome što su u istom okršaju stradali neki perzijski satrapi koji su vladali zapadom Male Azije, zbog čega je bio otvoren put prema istoku. Grčki gradovi u Joniji odnosno na obalama Egejskog mora pali su pod makedonsku vlast. Perzijski vladar Darije III. Kodoman i dalje nije bio svjestan nadolazeće opasnosti pa je okršaj s Aleksandrom ponovo prepustio svojim satrapima (pokrajinskim namjesnicima). Tek nakon godinu i pol dana, Darije III. odlučio se osobno obračunati s makedonskim vladarom u bitci kod Isa.

## Poveznice
- Ahemenidsko Perzijsko Carstvo
- Aleksandar Makedonski
- Darije III.
- Bitka kod Isa
- Bitka kod Gaugamele
- Bitka kod Perzijskih vrata

## Vanjske poveznice
- Sve o Aleksandru Makedonskom - glavne bitke (Pothos.org)
- Bitka kod Granika (Livius.org)